# Bara no Sōretsu
Bara no Sōretsu (薔薇の葬列) o Funeral Parade of Roses (su título en inglés) es un drama japonés dirigido por Toshio Matsumoto. Se trata de una adaptación libre de Oedipus Rex que recorre los sórdidos recovecos de la escena gay underground del Tokio de los años 60, marcada por las drogas, la violencia y la marginalidad. La película fue publicada por ATG (Art Theatre Guild) el 13 de septiembre de 1969 en Japón. Fuera de Japón, y después de su estreno, la cinta permaneció desconocida para el público hasta que fue reeditada y redistribuida en DVD a principios del siglo XXI.
Se trata de una cinta peculiar en relación con la industria fílmica del Japón de la época. Como importante trabajo de la Nueva Ola Japonesa, combina elementos del cine arte, del documental y del cine experimental. El aspecto documental del film es especialmente importante pues la ficción se ve interrumpida en reiteradas ocasiones por entrevistas reales a los actores. El film adopta rasgos que podríamos encontrar en el cine del director francés Jean-Luc Godard y en cine europeo intelectual del momento. Así mismo, la estética del film fue una gran influencia para la película de Stanley Kubrick de 1971 La Naranja Mecánica.
Parte del metraje de carácter experimental fue usado posteriormente para diferentes producciones de Matsumoto.

## Argumento
La película narra los acontecimientos que envuelven la vida de Eddie y otros travestidos de la escena underground de Tokio. El título de la película es un juego de palabras. "Bara", que significa rosa, es un término japonés que sirve para designar peyorativamente a los homosexuales.

## Reparto
- Peter como Eddie.
- Osamu Ogasawara como Leda.
- Yoshio Tsuchiya como Gonda.
- Emiko Azuma como la madre de Eddie.
- Toyosaburo Uchiyama como Guevera.
- Don Madrid como Tony.
- Koichi Nakamura como Juju.
- Chieko Kobayashi como Okei.
- Shōtarō Akiyama como él mismo.
- Kiyoshi Awazu como él mismo.

## Producción
La cinta fue rodada en Tokio, el mismo lugar donde transcurren los hechos. En la película aparecen actores que pertenecen a la propia escena gay que aparece en la historia, algunos de ellos representándose a sí mismos.